# Agardhbukta
Agardhbukta is een baai van het eiland Spitsbergen, dat deel uitmaakt van de Noorse eilandengroep Spitsbergen.
De baai is vernoemd naar botanicus Jacob Georg Agardh.

## Geografie
De baai is noordwest-zuidoost georiënteerd met een lengte van ongeveer 5,5 kilometer en een breedte van negen kilometer. Ze mondt in het zuidoosten uit in het fjord Storfjorden. Ten noordwesten van de baai gaat deze over in het dal Agardhdalen.
Ten noorden van de baai ligt Sabine Land en ten zuidwesten het Heer Land.